# Сасаки, Кадзунари
Кадзунари Сасаки (род. 25 ноября 1962 года, префектура Аомори, Япония) — японский лыжник, участник 4 зимних Олимпийских игр (1984, 1988, 1992, 1994).
Дебютировал на Олимпийских играх в Сараево в 1984 году в возрасте 21 года. Своих лучших олимпийских результатов Сасаки добился в составе эстафетных сборных Японии на дистанции 4×10 км: 1984 — 13-е место, 1988 — 14-е место, 1994 — 14-е место. Лучшим личным достижением Сасаки стало 18-е место в гонке преследования на Олимпиаде 1994 года в Лиллехаммере.
На чемпионатах мира лучшим результатом Сасаки было 7-е место в гонке на 15 км свободным стилем в 1989 году в Лахти.